# La ascensión
La ascensión (en ruso: Восхождение, tr. Vosjozhdéniye) es una película soviética en blanco y negro dirigida por Larisa Shepitko y producida por Mosfilm en el año 1977.
La película fue rodada en enero de 1974, cerca de Múrom, bajo unas pésimas condiciones invernales tal y como requería el guion, que estaba basado en la novela Sótnikov de Vasil Bykaŭ. Fue la última película que Shepitko pudo completar antes de su muerte en un accidente de coche el 2 de julio de 1979. La película ganó el Oso de Oro en la 27ª edición del Festival Internacional de Cine de Berlín, que tuvo lugar en 1977. También fue la entrada oficial de la URSS para optar al Oscar a la Mejor película de habla no inglesa en la 50.ª edición de los Premios de la Academia, pero no fue nominada.

## Trama
Durante la Gran Guerra Patria (Segunda Guerra Mundial), dos partisanos soviéticos van a una aldea bielorrusa en busca de comida. Después de robarle un animal de granja al jefe colaboracionista, regresan a su unidad, pero son descubiertos por una patrulla nazi. Tras un prolongado tiroteo en la nieve en el que uno de los alemanes es asesinado, los dos hombres escapan, pero Sótnikov (Borís Plótnikov) recibe un disparo en la pierna. Rybak (Vladímir Gostyujin) se ve obligado a llevarlo al refugio más cercano, la casa de una mujer llamada Demchija (Liudmila Polyakova), madre de tres niños pequeños. Sin embargo, poco tardan en ser descubiertos y capturados.
Los dos hombres y Demchija son llevados al cuartel general alemán. Sótnikov es el primero en ser interrogado por el colaborador local Portnov (Anatoli Solonitsyn), el exdirector del Palacio de Cultura local y del coro de niños, ahora convertido en jefe local de la Policía Auxiliar Bielorrusa, leal a los alemanes. Cuando Sótnikov se niega a responder a las preguntas de Portnov es brutalmente torturado por los miembros de la policía colaboracionista, pero no les da ningún tipo de información. En cambio, Rybak habla, aunque tan solo dice todo aquello que cree que ya sabe la policía, con la esperanza de que le perdonen la vida y pueda escapar más tarde. Portnov le ofrece unirse al cuerpo de policía y Rybak empieza a considerar esa posibilidad, que garantizaría su supervivencia. Esa noche, tanto Sótnikov como Rybak, la pasan encarcelados en un sótano. A la mañana siguiente serán ahorcados.
Un nuevo día comienza, y todos los encarcelados son llevados a la horca. Rybak, desesperado, aprovecha la oportunidad que se le ofreció: acepta la oferta de Portnov y los alemanes lo dejan unirse al cuerpo de policía. Sin embargo, Sótnikov y los demás son ejecutados.
Cuando Rybak regresa al campamento con sus nuevos camaradas es vilipendiado por los aldeanos. Al darse cuenta de lo que ha hecho, trata de ahorcarse con su cinturón en la letrina, pero falla. Entonces, un compañero policía empieza a llamar a Rybak, quien finalmente abre la puerta. El policía le dice a Rybak que su comandante lo requiere y deja a Rybak solo en el patio. Rybak mira por la puerta abierta del campamento. Y entonces se pone a reír y a llorar; la angustia se apodera de él.

## Reparto
- Borís Plótnikov como Sótnikov.
- Vladímir Gostyujin como Rybak.
- Liudmila Polyakova como Demchija.
- Viktoria Goldentul como Basya Meyer.
- Anatoli Solonitsyn como Portnov.

## Producción

### Preproducción
Todas las películas son personales, pero el deseo de filmar "La ascensión" era casi una necesidad física. Si no hubiese rodado esta película, habría sido una catástrofe para mí. No podía encontrar ningún otro material con el que transmitir mi perspectiva sobre la vida, sobre el sentido de la vida.
Larisa Shepitko

En 1971, Larisa Shepitko dirigió Tú y yo. La producción se llevó a cabo bajo una atmósfera de mucho estrés. Las dificultades técnicas y organizativas provocaron que se tuviera que llamar a una ambulancia a causa de la salud de la directora. El lanzamiento de la película tampoco fue fácil, dado que las autoridades soviéticas convocaron a la censura para eliminar escenas que Shepitko consideraba fundamentales y por las que tuvo que luchar, pero no siempre salió victoriosa. A pesar de que la película fue recibida favorablemente por la crítica y resultó galardonada en el Festival Internacional de Cine de Venecia, las escenas que finalmente fueron eliminadas supusieron un duro golpe para Shepitko, puesto que eran cruciales para el discurso del filme.
El tiempo que siguió a esta producción tan accidentada fue difícil para Shepitko. Fue ella misma quien admitió que durante cuatro meses estuvo en un estado de "monstruoso agotamiento mental y físico". No obstante, poco tardó en darse cuenta de lo que debía hacer mientras se recuperaba en un sanatorio de Sochi. El problema surgió después: sufrió una caída desastrosa que le provocó una seria conmoción cerebral y una lesión vertebral. La situación era aún más grave, si cabía, ya que estaba embarazada y se había propuesto tener el bebé a pesar de que ello pudiera suponer su propia muerte. Como dijo en su última entrevista en junio de 1979: "Vi la muerte de cerca. Sufrí una lesión vertebral grave, y en ese momento estaba esperando un hijo. Podría haberme muerto, porque decidí tener al niño. Entonces me enfrenté a la muerte por primera vez, y como cualquiera en esa situación, estaba buscando mi propia fórmula de inmortalidad". Y fue precisamente durante este período, en el que sentía que la muerte la acechaba y que era posible, cuando empezó a leer la novela Sótnikov del bielorruso Vasil Bykaŭ, la cual le ayudó a transmitir esta sensación en la gran pantalla.

### Guion
La mayor parte del guion escrito por Yuri Klépikov sigue la novela. Shepitko acudió a Klépikov por recomendación de Natalia Ryazántseva, una compañera de clase. Klépikov, sin embargo, ya estaba ocupado trabajando en otro guion, pero eso no le hizo rechazar el encargo, sino que lo aceptó y solicitó posponer una semana el trabajo en La ascensión. No obstante, Shepitko le instó a empezar a trabajar inmediatamente en el guion de su película y una sola conversación telefónica fue suficiente para convencerle de que dejara el guion en que estuviera trabajando y se entregara a su proyecto. El mismo Klépikov admitió que "tuvo que ceder ante el tifón de energía llamado Larisa". Y así empezó a trabajar en el guion revisando la base literaria que más tarde describió como "una parábola filosófica que combinaba el elevado espíritu del hombre y su obvio deseo de mantener el cuerpo como receptáculo del espíritu". El resultado de dicho trabajo fue un guion de 70 páginas que pasó a manos de Shepitko, que lo editó meticulosamente. Shepitko practicaba el enfoque del "ingeniero": no toleraba la incertidumbre o la confusión en el trabajo y no confiaba en la improvisación ni en la inspiración creativa del director. Todo estaba calculado. Cada encuadre y cada escena fueron cuidadosamente revisados y planificados de antemano. Según Yuri Klépikov, incluso "la fructífera espontaneidad se debió al mismísimo entorno de rodaje", cosa que estaba asegurada por un guion más que cuidado.
La principal preocupación de Shepitko durante la adaptación del guion era conservar el contenido filosófico subyacente a la historia que se contaba en Sótnikov. Si bien la obra literaria de Bykaŭ estaba repleta de detalles sensuales, como "gélido", "hambruna" y "peligro", Shepitko desaconsejó contentarse con la acción externa y exigió una "justificación interna" de cada movimiento, gesto y mirada de los héroes del relato. Para expresar estos estados espirituales, a menudo necesitó desviarse de la base literaria. Por ejemplo, en el final de la historia original, Rybak decide ahorcarse en la letrina, pero pronto se da cuenta de que olvidó pedir a los policías que le devolvieran su cinturón, que le habían quitado la tarde anterior. Teóricamente, la película podría haber respetado esta situación, pero entonces, según los guionistas, la escena se hubiese limitado a la designación de unas circunstancias: negación informativa pero mediocre en términos artísticos. Así, los guionistas le "devolvieron" el cinturón a Rybak, pero frustraron su intento de suicidio, insinuando que hasta la muerte rechaza a los traidores. Su idea era dejar a Rybak solo conociendo su caída. Y a continuación un largo primer plano majestuoso que quería significar la libertad que Rybak desea desesperadamente y buscaba enfatizar la extrema desesperanza de "una persona perdida en sí misma".
El marido de Shepitko, el cineasta Elem Klímov, fue quien sugirió el título de la película. Mucho antes, en 1963, Shepitko y Klímov decidieron adoptar la tradición de que, cada vez que uno de ellos tuviera una buena idea, el otro le daría diez rublos. Cuando empezaron a citarse, a Klímov se le ocurrió el título para la película de final de graduación de Shepitko - Calor. Shepitko y Klímov decidieron perpetuar esta costumbre, pero en todo el tiempo que pasaron juntos, Klímov tan solo recibió la recompensa de diez rublos en dos ocasiones: por los títulos de Calor y La ascensión.

### Principio de la producción
El siguiente paso era conseguir la aprobación del guion por parte del Goskinó, el Comité Estatal de Cine. Ya por aquel entonces, Shepitko se había ganado la reputación de ser una directora "inconveniente". De hecho fue en 1973 cuando esta misma institución rechazó el mero planteamiento de la película. Ante esta negativa, la directora no provocó una confrontación, pero no presentó ningún otro proyecto. A lo largo de su carrera, Shepitko tan solo se entregaba a una película si sentía que "si no lo hacía, moriría".
Para poder superar la oposición de las autoridades y del Directorio de Política del Estado, Shepitko acudió a Gemma Fírsova, con quien había estudiado en el VGIK. Fírsova era la administradora de una asociación de películas militares patrióticas. Esta leyó el guion de La ascensión y le impactó mucho más que la novela. El día que conoció a Shepitko se reunió con el ministro de Cine, Filipp Yermash. Fírsova dijo durante una conversación con el sustituto de Yermash, Borís Pavlénok, que ella tomaría el guion bajo su responsabilidad, mintiendo cuando decía "todo irá bien con el Directorio de Política del Estado". Pavlenok reaccionó con escepticismo y el proceso subsecuente, desde la aprobación del guion hasta la de los actores, fue problemático y estuvo acompañado de considerables dificultades. La principal acusación contra Shepitko consistía en que presuntamente había hecho una "parábola religiosa con tono místico" de la historia partisana, lo que se consideró como una insurrección contra del cine ateo soviético. Shepitko replicó que no era religiosa y que se trataba de un relato sobre una traición antediluviana. Según la directora, Judas y Jesús siempre habían existido y, si esa historia conectaba con la gente, significaba que estaba viva en cada persona. Los  funcionarios opusieron resistencia a la banda sonora del compositor Alfred Schnittke y ordenaron que se eliminara toda alusión a los textos bíblicos.
Desde que terminó de leer la novela Sótnikov, Shepitko tardó cuatro años en obtener de las autoridades los permisos necesarios para empezar a rodar la película.

### Casting
Shepitko decidió que los protagonistas debían ser interpretados por actores desconocidos o poco conocidos cuyos papeles pasados no arrojasen una sombra demasiado opaca sobre ellos. Por este motivo, la directora tuvo que rechazar a Andréi Miagkov, quien quería actuar en la película. Lo mismo ocurrió con Nikolái Gubenko, así como con Vladímir Vysotski.
Desde el principio de la búsqueda del actor que interpretaría a Sótnikov, Shepitko le indicó a Emma Baskákova, su asistente de casting, que tuviera en mente la imagen de Cristo. Borís Plótnikov, un actor de 25 años procedente del teatro de Sverdlovsk, resultó ser el mejor candidato para dicho papel, según la directora. No obstante, los funcionarios de Goskinó detectaron en el plan de Shepitko una intención de "arrastrar a Jesús a la pantalla soviética". La imagen de Plótnikov, cuyo repertorio hasta entonces había consistido mayoritariamente en roles de animales mágicos, tuvo que idealizarse con el propósito de que el consejo artístico lo aprobara para el papel. El actor tuvo que hacer siete pruebas de cámara.
Para el papel de Rybak, la directora hizo pruebas a 20 candidatos. El vigésimo primero candidato para el papel era el joven y desconocido actor Vladímir Gostyujin. Este, que había trabajado en el teatro del ejército soviético durante seis años, sustituyó en una ocasión a un actor caído enfermo en la obra Soldado desconocido. La directora de la segunda unidad de Vasili Ordynski, Svetlana Klímova, presenció dicha interpretación y le llamó la atención. Así, Gostyujin recibió una invitación para actuar en una serie llamada Peregrinación por los caminos del dolor, en la que interpretó a un bandido anarquista llamado Krasílnikov, papel que requería a un actor con carisma y un fuerte temperamento. Fue precisamente en el set de esta serie, que los asistentes de Shepitko reconocieron su potencial. Así, Gostyujin fue invitado a una audición para el papel de Rybak. Al principio, el actor no podía relacionar a "una mujer de gran belleza [Shepitko] con la historia super-masculina, dura y trágica de Vasil Bykaŭ". No obstante, después de una conversación de 20 minutos con la directora, quedó convencido de que tan solo ella podía lograr adaptar al cine esa novela. Aun así, Shepitko tenía sus dudas sobre el candidato, quien incluso con su entrenamiento como actor, todavía era exclusivamente un trabajador de escenario. Plótnikov había atraído directamente a la directora por su constitución, sonrisa, apariencia y plasticidad, mientras que la apariencia de Gostyujin no coincidía con la forma en que Shepitko veía al personaje de Rybak. Los malos modales de Gostyujin inicialmente disuadieron a otros miembros del comité de selección, pero Shepitko explicó el comportamiento del actor como producto de la timidez y decidió concederle una audición que, ya de entrada, en el primer ensayo, causó una fuerte impresión en todo el comité.
El actor para el papel de Portnov fue seleccionado a partir de la imagen de Sótnikov. Shepitko quería encontrar a alguien con un físico similar a Plótnikov, alegando que "son similares, pero Portnov es antípoda de Sótnikov en lo referente a sus creencias internas. Este personaje debería ser interpretado por un muy buen actor. Su duelo, sí, sí, la pelea con Sótnikov; el eterno conflicto, la interminable batalla entre el espíritu y la carencia de espiritualidad... Muriendo, sufriendo, así es como Sótnikov gana, porque es fuerte en espíritu. Él muere y se alza por encima de su torturador".
Al principio, a Anatoli Solonitsyn no le entusiasmaba el papel de Portnov, que consideraba "secundario" y un "refrito" de lo que se había filmado con anterioridad. Inicialmente, el actor ni siquiera entendía lo que se quería de él más allá de interpretar al "enemigo", a un "hombre con un corazón magullado" o un "hombre sin futuro". Sintió que el personaje acabaría siendo poco más que una caricatura, como en la literatura popular barata. Tan solo una larga conversación con la directora le permitió comprender la visión que esta tenía de Portnov: la personificación del lado negativo en la eterna lucha del hombre con el animal que lleva en su interior en nombre del valor supremo, es decir, el valor del espíritu. La directora insistió en que el pueblo soviético ganó la Gran Guerra Patria debido a su elevada conciencia, por lo que el papel "antihéroe" de Portnov era crucial porque se trataría de un personaje que enfatizaría la idea de la superioridad del poder del espíritu humano sobre el de la materia.

### Rodaje
El rodaje empezó en las cercanías de la ciudad de Múrom el 6 de enero de 1974, fecha que coincidía con el cumpleaños de la directora. Las primeras escenas fueron rodadas en exteriores, en campos, bosques y barrancos, a pesar de la temperatura. Según Borís Plótnikov, la helada y la nieve virgen eran las condiciones obligatorias en las que Vasil Bykaŭ había situado el relato. Este enfoque fue respaldado por Shepitko. Ella era de la opinión que los actores tenían que "sentir el invierno hasta en sus células" para garantizar su entrada en personaje. El rodaje también se planeó de modo que se filmaron primero las escenas más fáciles a nivel psicológico y, luego, las escenas más complejas que permitieron a los actores desaparecer gradualmente en sus personajes.
Desde el principio del rodaje, Shepitko logró inspirar a cada uno de sus compañeros de trabajo con su idea; entendieron que la película trataba sobre lo sagrado: la patria, los valores elevados, la conciencia, el deber y el heroísmo espiritual. La directora ya había demostrado su capacidad para engatusar en multiplicidad de ocasiones. Fue el actor Yuri Vízbor, protagonista del anterior largometraje de la directora Tú y yo, quien dijo: "Trabajábamos para Larisa, específicamente, personalmente para ella. Ella tenía fe y esa era la razón. Fe en la bondad y en la necesidad de nuestro trabajo, y es esta fe la que era una sustancia absolutamente material, en la que se puede confiar de verdad".
A causa de las duras condiciones climáticas en las que tuvo lugar el rodaje, muchos extras y miembros del equipo se congelaron, pero ninguno se quejó. Shepitko no solicitó ni requirió un trato especial y sus colegas la recordaron como un ejemplo de coraje, fe, paciencia y cuidado extraordinario. Por ejemplo, Borís Plótnikov recordó que durante el rodaje iba vestido muy ligero y rápidamente perdía la sensibilidad a raíz de los vientos fríos y cortantes en campo abierto; pero después de escuchar "¡Corten!", Shepitko se acercaba a él y le hacía entrar en calor y le daba las gracias. Ocurrió lo mismo con Vladímir Gostyujin, quien más tarde escribió: "Valió la pena "morir" en la escena y sentir su gratitud". También dijo que apenas nadie sabía cuánto esfuerzo le dedicaba a cada fotograma. En ciertas ocasiones, Gostyujin tuvo que acompañar a la directora del coche a su habitación de hotel: a veces, Shepitko no se encontraba bien y se sentía débil. Mucho antes de La ascensión, Shepitko contrajo hepatitis en el set de su película Calor. La directora ignoró el consejo de regresar a Moscú para recibir tratamiento, y prosiguió con el rodaje, dirigiendo desde una camilla. Además, Shepitko no se terminó de recuperar y las consecuencias de la enfermedad afectaron negativamente su bienestar, cosa que se dio en el set de La ascensión, donde también experimentó un gran dolor asociado a su reciente lesión vertebral. No obstante, esto no la detuvo ni la limitó: siempre se levantaba dos o tres horas antes que el resto del equipo y se entregaba plenamente, hasta el límite de sus fuerzas, cada día de trabajo. Por ejemplo, en una escena larga, los partisanos huyen y corren por la nieve con dificultades. Era necesario mostrar el agotamiento de los protagonistas, jadeantes. Para evitar la hipocresía en las escenas, durante el rodaje de esta escena, la directora corrió junto a los actores con el fin de experimentar su mismo estado de agotamiento. Gracias a este nivel de dedicación, el rodaje tuvo lugar sin interrupción y se completó un mes antes de lo previsto.
Para lograr las interpretaciones deseadas por parte de los actores, ocasionalmente Shepitko hablaba con ellos largo y tendido en medio del frío. Por ejemplo, a pesar de la presteza del equipo de rodaje, la directora solía hablar durante mucho tiempo con Borís Plótnikov, cuyo personaje Shepitko dirigió cuidadosamente durante el rodaje. Ella acostumbraba a expresar claramente sus pensamientos, lo que contribuía a una eficiente transmisión de información, siempre tratando de evitar términos abstrusos que pudieran enmascarar la falta de claridad. Shepitko esperaba hasta conseguir la expresión de emoción necesaria, la expresión facial y los gestos correctos y, cuando los tenía, daba la orden de comenzar a rodar. Borís Plótnikov, más tarde, dijo que le hubiera gustado revivir esa experiencia en otras películas, pero que nunca lo hizo. En relación con su colaboración con Shepitko y a lo que supuso trabajar con ella, Plótnikov habló de "una reunión con un genio vivo". Vasil Bykaŭ también compartía una opinión similar al respecto; llegó a referirse a ella como "Dostoyevski con falda". Bykaŭ la tenía en muy alta estima y, una vez, admitió que si la hubiese conocido antes, probablemente hubiese escrito Sótnikov de otro modo.
Vladímir Gostyujin describió el proceso del rodaje no como actuar sino como la "muerte en cada fotograma". Para él y Plótnikov, era sumamente importante validar la confianza de la directora, ya que ella se había visto obligada a defender sus decisiones de reparto ante las autoridades soviéticas. Gostyujin comparó la capacidad de Shepitko para transmitir una idea a sus actores con la hipnosis, bajo la cual él y Plótnikov -los recién llegados al estudio de cine-, podían protagonizar el "milagro de la transformación". Durante el primer ensayo, Shepitko incluso les echó nieve a la cara, acción con la que ella buscaba captar su atención y voluntad, así como dar textura y credibilidad a sus personajes. Más tarde, se convirtió en una especie de ritual, normalmente precediendo la toma que se fuese a rodar a continuación. Gostyujin recuerda que él se transformó en Rybak hasta tal punto que un moratón recreado con maquillaje no desapareció de su rostro hasta tres semanas después. Después de que el rodaje terminara, el actor intentó durante mucho tiempo dejar el papel de Rybak atrás y volver a ser quien era, por lo que rechazó la invitación de Shepitko para actuar en su próxima película, Adiós a Matiora, pese a las reiteradas peticiones de la directora.
El diseñador de producción Yuri Raksha más tarde describió así el rodaje:

Comenzamos a trabajar y empezamos nuestra extraordinaria existencia con los personajes. Puedo decir que la película también nos hizo madurar. Hablando acerca de lo sagrado, sobre tipos de elevada espiritualidad, también estábamos obligados a tener altos estándares. Era imposible ser una persona en el set y ser otra en la vida real.
Yuri Raksha

### Estreno
La película casi fue prohibida. Como se ha expuesto anteriormente, las autoridades reguladoras creían que se trataba de una "parábola religiosa con tono místico" en lugar de una historia partidista. Cabía contemplar la posibilidad real de que la película se archivara. Así, el marido de Shepitko, el cineasta Elem Klímov, tomó una decisión desesperada. Mientras Klímov se preparaba para el rodaje de la película Ven y mira (1985), se reunió con Piotr Mashérov, el primer secretario del Partido Comunista de Bielorrusia, quien apoyaba encarecidamente al director e incluso actuaba como su consultor histórico. Durante la guerra, Mashérov fue un partisano y, lo que es más, en 1942 los ocupantes alemanes colgaron a su madre por colaborar con los partisanos. Por este motivo, Klímov entendió que la película podría apelar a Mashérov mejor que a nadie.
Cuando Klímov, eludiendo a Mosfilm, invitó a Mashérov a una vista previa especial de La ascensión, este al principio se mostró escéptico y confesó que tan solo le valía esperar un "trabajo directoral afeminado". La película, todavía algo húmeda, fue llevada a Minsk directamente desde el laboratorio y la propia Shepitko se sentó a la mesa de mezclas. Veinte o treinta minutos después de que Mashérov empezara a ver la película, se dio cuenta de que no podía apartar la mirada de la pantalla y, a mitad de la película, se puso a llorar, sin tratar de ocultar o disimular su reacción ante los líderes de la república, que estaban presentes en la sala. Al final de la película, Mashérov, yendo en contra de la tradición (generalmente en tales estrenos, se escuchaban primero las opiniones de los rangos más bajos y luego las de los más altos), subió al escenario y habló sobre la película durante 40 minutos. Nadie grabó su discurso, pero Elem Klímov aseguró que fue uno de los mejores que escuchó dirigidos a su esposa. El escritor bielorruso y veterano de la Gran Guerra Patria Alés Adamóvich, también presente en la proyección, habló de Mashérov como alguien que se preguntaba: "¿De dónde ha surgido esta mujer, que claramente no ha vivido nada parecido, pero lo sabe todo acerca de ello, cómo puede expresarlo así?" A los pocos días, La ascensión fue formalmente aceptada sin ningún tipo de correcciones.
En julio de 2018, el filme fue seleccionado para ser proyectado en la sección de Venice Classics de la 75.ª edición del Festival Internacional de Cine de Venecia.